# Light of the Stable
Light of the Stable — студийный альбом американской певицы Эммилу Харрис, выпущенный лейблом Warner Bros. Records в 1979 году. Изначально лонгплей вышел только в Европе, однако годом позже был издан и в США. Концептуально является рождественской пластинкой.
Стилистически релиз следовал в русле традиционалистских кантри/блюграсс-лонгплеев певицы тех лет, прежде всего, Roses in the Snow (1980), а в части материала демонстрировал подборку кэролов и других народных и современных песен, в основе которой лежал сингл «Light of the Stable», выпущенный артисткой ещё в 1975 году. На правах гостей в проекте спели Вилли Нельсон, Долли Партон, Линда Ронстадт, Нил Янг и сёстры Уайт.
Диск был в целом положительно оценён критиками и регулярно попадает в различные списки значимых рождественских пластинок, но коммерчески оказался менее удачным, чем другие лонгплеи певицы того же периода, став её первым альбомом, не сертифицированным как золотой. В 2004 году к своему 25-летнему юбилею Light of the Stable получил переиздание с тремя новыми треками, записанными при участии дуэта Kate & Anna McGarrigle.

## Об альбоме
Предпосылки для появления альбома сложились в 1975 году, когда Харрис под началом продюсера Брайана Ахерна записала рождественскую песню «Light of the Stable» со своей аккомпанирующей группой The Hot Band и гостевым хором, состоявшим из Долли Партон, Линды Ронстадт и Нила Янга. Композиция вышла на лейбле Warner Bros. Records в виде сингла с иллюстрированной обложкой, ставшего с годами коллекционной редкостью. Релиз едва пробился в чарт Hot Country Songs, достигнув в нём строчки № 99, но определил характер композиций, собиравшихся певицей в следующие несколько лет для будущего рождественского альбома. Кроме того, трек был первой записью, на которой Харрис, Партон и Ронстадт спели вместе.
В дальнейшем на лонгплее Blue Kentucky Girl (1979), отличавшемся среди прочего богатыми вокальными гармониями Шэрон и Шерил Уайт, артистка стала фокусироваться на более естественном и акустическом, нежели ранее, звучании с влиянием блюграсса. Следом она и вовсе обратилась к истокам музыки кантри, представив полностью акустический, записанный без ударных и с акцентом на гармоническое пение и инструментальное мастерство диск Roses in the Snow (1980), включавший как блюграсс-материал, так и традиционные аппалачские гимны. Среди гостей в проекте вновь отметились сёстры Уайт, однако самое сильное влияние на его стиль оказал мультиинструменталист и тенор, член The Hot Band, Рики Скэггс.
Обе пластинки создавались в период, когда Харрис вынашивала свою вторую дочь, Меганн (родилась в сентябре 1979 года). В последние три месяца беременности певица уже не могла гастролировать и потому полностью сосредоточилась на работе в студии, осваивая акустический материал, накопившийся у неё в избытке по ходу сотрудничества с Уайтами и Скэггсом. Результатом данных сессий и стал альбом Light of the Stable (1979). По словам Ахерна, проект задумывался как некий спин-офф лонгплея Roses in the Snow, соединяющий характерную для этого диска атмосферу совместного музицирования в гостиной после воскресной службы с идеей спокойного рождественского альбома — не перегруженного оркестровыми колоколами и хорами, и в противовес подходу «большой истории — большая музыка», построенного на принципе «меньше — значит больше».
В итоге, несмотря на свою тематику, альбом не был сопровождением для праздничной вечеринки, а вместо этого, опираясь на традиционное high lonesome-звучание дисков Blue Kentucky Girl (1979) и Roses in the Snow (1980), в почтительной и сдержанной манере чествовал изначальную духовную природу рождественского сезона. В отличие от аналогичных релизов большинства других светских исполнителей, Санта-Клаус в Light of the Stable практически не упоминался, а центральной темой пластинки являлось непосредственно рождение Христа. Подобранный певицей и продюсером материал для лонгплея включал традиционные рождественские гимны, отражавшие репертуар католиков Новой Шотландии (родной провинции Ахерна), пару блюграсс-номеров, а также одну композицию о любви авторства Родни Кроуэлла, которая расширяла эмоциональный спектр проекта, выходя за рамки религии и отражая общечеловеческий духовный опыт.
Из 10 представленных в альбоме песен шесть являлись старинными, а остальные четыре — современными произведениями. К первой группе относились кэролы «O Little Town of Bethlehem», «Silent Night», «The First Noel» (все три с вокальными гармониями Шэрон и Шерил Уайт) и «Away in a Manger», равно как ирландская народная колыбельная «Golden Cradle». Последние два номера были из числа католических мелодий, на которых вырос Ахерн, — их Харрис спела дуэтом с его сестрой Нэнси. Вторую категорию композиций на пластинке представляли «Little Drummer Boy», заглавная «Light of the Stable», кроуэлловская «Angel Eyes» с вокальной гармонией Вилли Нельсона, а также блюграсс-треки «Christmas Time’s A-Coming» и «Beautiful Star of Bethlehem».
Как и в случае с Roses in the Snow, значительный вклад в формирование общего саунда альбома своей инструментальной работой внёс Скэггс. Помимо него и других членов The Hot Band, ключевые штрихи к аккомпанементу на лонгплее добавил сам Ахерн, сыграв на винтажном шестиструнном басу (в частности, в треке «Little Drummer Boy») и на акустической гитаре с жильными струнами (в «Away in a Manger», «O Little Town of Bethlehem» и «Golden Cradle»), получившей слегка турбулентное мечтательное звучание, благодаря подключению к колонке Cordovox.
Будучи переизданным в 2004 году Rhino Records, Light of the Stable пополнился тремя новыми песнями: «Cherry Tree Carol», примеченной Харрис ещё во втором альбоме Джоан Баэз; «There’s a Light», изначально предназначенной для харрисовского диска Wrecking Ball (1995), но так в него и не вошедшей, и «Man Is an Island», предложенной Ахерном (эту композицию авторства Кейт, Анны и Джейн Макгерригл продюсер 10 лет держал в столе, не зная куда её пристроить, но когда люди из Warner Bros. попросили его подобрать бонус-треки для ре-релиза Light of the Stable, вдруг про неё вспомнил). Дуэт Kate & Anna McGarrigle также исполнил для всех трёх дорожек вокальные гармонии и ряд инструментальных партий. При этом стилистически свежие записи несли отпечаток более экспериментальных проектов Харрис — уже упомянутого Wrecking Ball и Red Dirt Girl (2000). Продюсером новых треков, как и песен на оригинальном лонгплее, выступил Ахерн.

## Релизы
Пластинка Light of the Stable стала первым рождественским альбомом в кантри-каталоге лейбла Warner Bros. Records. Лонгплей записывался специально для европейского и британского рынков, где вышел 2 ноября 1979 года. В США проект издавать сперва не планировалось. Тем не менее уже в декабре 1979-го зарубежные экземпляры альбома оказались доступны в Америке — в страну их импортировала компания Jem Records. Впоследствии было решено всё же выпустить лонгплей непосредственно в Соединённых Штатах. Его релиз на родине Харрис в итоге состоялся 24 сентября 1980 года. При этом оригинальное американское издание пластинки получило отличный от европейского вариант обложки, на которой певица предстала в образе Девы Марии.
Продажи альбома в Америке уже через месяц после его выхода перешагнули отметку в 150 тыс. копий, значительно превзойдя ожидания лейбла (в то время кантри-индустрия воспринимала рождественские лонгплеи как экономически малоперспективные — из-за короткого периода их актуальности, медленных продаж и необходимости планировать их продвижение за месяцы до выпуска), вынудив рекорд-компанию спешно напечатать дополнительный тираж проекта в количестве, превышающем изначально запланированное вчетверо. Вместе с тем релиз оказался гораздо менее успешным коммерчески, чем другие лонгплеи певицы того периода. Так, среди первых семи студийных альбомов Харрис, выпущенных в 1975—1980 годах, Light of the Stable единственный не получил в Соединённых Штатах золотого статуса. В американских чартах Billboard — Top Country Albums и Top LPs & Tape — пластинка достигла строчек № 22 и № 102 соответственно.
В поддержку проекта вышло три сингла: «The First Noel» / «Silent Night» (ноябрь 1979-го) в Великобритании; «Beautiful Star of Bethlehem» / «Little Drummer Boy» (ноябрь 1980-го) и «Little Drummer Boy» / «Light of the Stable» (декабрь 1980-го) в США. Ни один из них в основные британские (UK Singles Chart) или американские (Billboard, Record World и Cash Box) хит-парады не попал.
После изначального американского релиза альбом неоднократно перевыпускался в США к Рождеству, в частности, в 1981, 1982, 1985 и 1986 годах на пластинке, а в 1990-м — на кассете. На компакт-диске Light of the Stable впервые появился 25 августа 1992 года — с цифровой реставрацией звука и уже четвёртым в общей сложности вариантом обложки, в связи с чем, например, рецензент газеты The Cincinnati Enquirer Клифф Радел описал лонгплей как «самый многообложечный рождественским кантри-альбомом всех времён». В 1997-м проект вновь переиздавался к Рождеству на CD. Вышедший 9 ноября 2004 года к 25-летию пластинки дисковый ре-релиз от Rhino Records включал три новых трека и опять имел другую обложку — на этот раз аналогичную синглу «Light of the Stable» 1975 года. В 2014-м было также перевыпущено оригинальное американское виниловое издание альбома — с соответствующим набором композиций и обложкой.

Сама Харрис на тему многочисленных версий лонгплея с разным оформлением иронически высказывалась следующим образом: «Мы ласково называли данный альбом самым секретным в музыкальном бизнесе. Его выхода так никто и не заметил. Вот почему мы могли перевыпускать его с новой обложкой каждый год». При этом, по словам певицы, Light of the Stable образца 2004 года является окончательной инкарнацией проекта в части трек-листа и обложки, и дальнейшие трансформации альбома могут выражаться лишь в переводе его в формат Surround Sound. 
| - Эволюция обложки альбома (1979—2004) - Оригинальная европейская обложка (LP, 1979) - Оригинальная американская обложка (LP, 1980) - Обложка американского переиздания (LP, 1982) - Обложка ремастированного переиздания (CD, 1992) - Обложка юбилейного переиздания (CD, 2004) |

## Оценки
Оригинальный альбом
| Оценки критиков                   | Оценки критиков |
| Источник                          | Оценка          |
| --------------------------------- | --------------- |
| AllMusic                          | [ 23 ]          |
| The Rolling Stone Album Guide     | [ 24 ]          |
| The Encyclopedia of Popular Music | [ 25 ]          |
| MusicHound Country                | [ 26 ]          |
| Country on Compact Disc           | [ 27 ]          |
| Music Week                        | [ 28 ]          |
| The Essential Rock Discography    | [ 29 ]          |
| Cash Box                          | без рейтинга    |
| Musician                          | без рейтинга    |
| Country Music                     | без рейтинга    |

Критик Марк Деминг в рецензии для портала AllMusic, написал, что несмотря на звёздную команду инструменталистов и вокалистов, Light of the Stable является «восхитительным образцом смирения с толикой самолюбования и пригоршней песен, стоящих в ряду лучших работ этих исполнителей». По его мнению, благодаря редкому голосу, сочетающему искреннее человеколюбие и почти ангельскую чистоту, Харрис «рождена записать великолепный рождественский альбом», а диск в целом будет ценным для любителей «тихой, но неотразимой красоты, душевно резонирующей с подлинной сутью Рождества». Журнал Cash Box описал Light of the Stable как альбом «для традиционного Рождества с привкусом традиционного блюграсса» и обязательный к покупке, особенно похвалив исполнение заглавной песни и композиции «Angel Eyes» авторства Родни Кроуэлла.
Рцензент журнала Musician Вик Гарбарини в 1980 году назвал альбом чарующей и порой трогательной коллекцией кантри- и народных рождественских песен, которая, вероятно, является самым мощным высказыванием Харрис к этому моменту, выделив также подобающе серьёзный подход артистки к проекту, пронзительно искренний вокал и выразительное инструментальное сопровождение, дополнительно усиливающие превалирующую на пластинке атмосферу сдержанной радости, почтения и достоинства. Несколькими месяцами позже, подводя итоги года в спецматериале The Year in Rock 1980, редакция издания отметила Light of the Stable как лучший рождественский альбом года.
Уже в рецензии 1982 года обозреватель Musician Брайан Каллман написал, что свойственная Харрис сдержанность (тенденция твёрдо стоять за песней, а не становиться преградой между произведением и слушателем, как это происходит у многих других интерпретаторов), которая в обычном контексте данную певицу слегка анонимизирует, в этом альбоме, напротив, позволила артистке поселиться в песнях и наделить их ощущением чуда и открытия. Диск, согласно журналисту, во всех своих аспектах дышит заботой, интеллектом и, прежде всего, верой — если не иного рода, то как минимум верой в годность и силу таких песен как: «Away in a Manger», «O Little Town of Bethlehem», а капелльной «First Noel», «Silent Night», «Golden Cradle» и «Angel Eyes». В итоге Каллман констатировал, что не может представить себе более красивой рождественской пластинки.
Обозреватель журнала Country Music Питер Стэмпфель раскритиковал продолжительность альбома, который, следуя современным (1981 год) трендам создания как можно более коротких и, как следствие, максимально дешёвых пластинок, звучит всего 30 минут. Говоря о творческой составляющей проекта, рецензент выделил скромные и подходящие песням аранжировки: акустические в старых кэролах и выполненные без излишеств в остальных номерах. Единственной незаменимой композицией на лонгплее он счёл заглавную — её, согласно Стэмпфелю, необходимо послушать каждому (журналист также выразил сожаление, что Warner Bros. Records не планируют выпускать данный трек в качестве сингла в поддержку альбома). Остальные же дорожки на пластинке, по словам редактора, обязательно понравятся ценителям Рождества и Харрис.
Рецензент британского издания Music Week, обрисовав стилистику релиза, усомнился, что многочисленные поклонники певицы кинутся сметать проект с полок в количествах, достаточных для попадания пластинки в чарты. Альманах MusicHound Country поместил диск в категорию «Прочее», не включив его ни в число рекомендуемых, ни в список тех, которых следует избегать. Редакторы The Rolling Stone Album Guide, The Encyclopedia of Popular Music и The Essential Rock Discography содержательно альбом не рецензировали, проставив лишь рейтинги (см. врезку).
Журналист издания Rolling Stone Дэвид Макги в книге The Book of Rock Lists (1981) привёл Light of the Stable в качестве дополнения к списку The Essential Christmas Albums — в числе записей, достойных упоминания. Пластинку он назвал очередным инструментом для демонстрации «чистого, неземного» вокала Харрис, отметив, что рождественские кэролы словно специально сочинялись с расчётом на эту певицу. В 2018 году Rolling Stone включил релиз в свой перечень 10 Must-Hear Old-School Country Christmas Albums (2018), в аннотации к которому редактор Дэвид Кантвелл подчеркнул, что отказавшись от юмора и забавности в пользу искренности, эмоциональности и традиционного акустического звучания, альбом отражает подход, известный сегодня как Americana Christmas, в то время как кэролы в исполнении Харрис способны «тронуть сердце даже абсолютно светского любителя Рождества». На следующий год то же издание поместило пластинку в список 40 Essential Christmas Albums. Объясняя данное решение, журналист Эдвард Гэвин констатировал, что пластинку отличает традиционализм и сдержанность, а Харрис выступает на записи в присущей ей роли ангела. Попутно он особенно выделил красоту а капелла-трека «The First Noel». В свой список 10 Essential Country Music Christmas Albums (2019) Light of the Stable включил и портал Wide Open Country. Помимо этого, британская газета The Daily Telegraph внесла представленную в альбоме интерпретацию песни «Silent Night» в собственный перечень The 100 Best Christmas Songs of All Time (2019) — в качестве лучшей кантри-версии данной композиции и в целом одной из лучших рождественских кантри-песен всех времён.
Переиздание 2004 года
| Оценки критиков      | Оценки критиков |
| Источник             | Оценка          |
| -------------------- | --------------- |
| The Miami Herald     | [ 39 ]          |
| The Austin Chronicle | [ 40 ]          |
| Detroit Free Press   | [ 41 ]          |
| The Tennessean       | без рейтинга    |
| The Orlando Sentinel | без рейтинга    |
| AllMusic             | без рейтинга    |
| Goldmine             | без рейтинга    |

Обозреватель газеты The Austin Chronicle Джим Калиджури, рецензируя переиздание Light of the Stable, назвал его «одним из по-настоящему великолепных рождественских альбомов», а версии рождественских песен, исполненные Харрис, «несравненными». Его коллега Терри Лоусон в статьях для газет Detroit Free Press и The Orlando Sentinel описал релиз как «очаровательный» диск, который «заставит ваших друзей спрашивать „Где вы его купили?“». В материале для газеты The Miami Herald журналист Говард Коэн выразил надежду, что в связи с перевыпуском альбом, наконец, получит заслуженное признание. Хотя голос Харрис на трёх новых треках не такой кристально чистый как прежде, их звучание, согласно Коэну, подходит к старым песням. В итоге рецензент порекомендовал релиз тем, кого уже утомили оверпродюсированные рождественские альбомы.
По мнению рецензента портала AllMusic Марка Деминга, ре-релиз если не улучшает исходный шедевр, то как минимум обеспечивает ему новую отделку, усиливая качества, сделавшие оригинальный альбом столь памятным. При этом, согласно Демингу, свежие треки прекрасно вписались в изначальную атмосферу проекта. Обозреватель газеты The Tennessean Питер Купер, задавшись вопросом, какой диск является «самым чудесным рождественским альбомом всех времён» — А Charlie Brown Christmas Винса Гуральди или Light of the Stable — констатировал, что переиздание от Харрис заставляет его остановить выбор именно на втором. Так, новые треки, по мнению Купера, значительно поднимают и без того высокий уровень пластинки, и при этом делают её достаточно продолжительной для прослушивания на протяжении большей части рождественского ужина. Наконец редактор журнала Goldmine Тим Нили, охарактеризовав исходный лонгплей как «один из великих рождественских кантри-альбомов всех времён», а его заглавную песню — как классику, отметил в переиздании приятный бонус — три новые песни, которые хотя и записаны почти через 25 лет посде выхода оригинальной пластинки, ни коим образом не выбиваются из её стилистики.
Влияние
Американская певица Гвен Стефани, рассказывая о собственном рождественском проекте You Make It Feel Like Christmas (2017), и отвечая на соответствующий вопрос журналиста, назвала Light of the Stable в качестве своего любимого рождественского лонгплея детства. Также, по словам артистки, данный релиз Харрис является для неё не только одним из величайших рождественских дисков всех времён, но, вероятно, и альбомов вообще. «Это пластинка, которую проигрывали мои родители, и именно она вызывает у меня ностальгические чувства», — заключила Стефани.

## Трек-листы
Оригинальный альбом
| №                   | Название                                | Автор(ы)                                            | Длительность |
| ------------------- | --------------------------------------- | --------------------------------------------------- | ------------ |
| 1.                  | «Christmas Time’s A-Coming»             | Текс Логан                                          | 2:45         |
| 2.                  | «O Little Town of Bethlehem»            | Филлипс Брукс, Льюис Реднер                         | 3:39         |
| 3.                  | «Away in a Manger» (дуэт с Нэнси Ахерн) | Мартин Лютер; аранжировка Джонатана Спилмана        | 2:35         |
| 4.                  | «Angel Eyes»                            | Родни Кроуэлл                                       | 3:16         |
| 5.                  | «The First Noel»                        | народная; аранжировка Брайана Ахерна                | 2:36         |
| 6.                  | «Beautiful Star of Bethlehem»           | Артур Филлипс                                       | 3:02         |
| 7.                  | «Little Drummer Boy»                    | Кэтрин Дэвис, Генри Онорати, Гэрри Симеон           | 4:00         |
| 8.                  | «Golden Cradle» (дуэт с Нэнси Ахерн)    | народная; аранжировка Нэнси Ахерн                   | 2:04         |
| 9.                  | «Silent Night»                          | Йозеф Мор, Франц Грубер; аранжировка Брайана Ахерна | 3:32         |
| 10.                 | «Light of the Stable»                   | Стивен Раймер, Элизабет Раймер                      | 2:25         |
| Общая длительность: | Общая длительность:                     | Общая длительность:                                 | 29:54        |

Переиздание 2004 года
| №                   | Название                                | Автор(ы)                                            | Длительность |
| ------------------- | --------------------------------------- | --------------------------------------------------- | ------------ |
| 1.                  | «Christmas Time’s A-Coming»             | Текс Логан                                          | 2:55         |
| 2.                  | «O Little Town of Bethlehem»            | Филлипс Брукс, Льюис Реднер                         | 3:44         |
| 3.                  | «Away in a Manger» (дуэт с Нэнси Ахерн) | Мартин Лютер; аранжировка Джонатана Спилмана        | 2:41         |
| 4.                  | «Angel Eyes»                            | Родни Кроуэлл                                       | 3:21         |
| 5.                  | «The First Noel»                        | народная; аранжировка Брайана Ахерна                | 2:41         |
| 6.                  | «Beautiful Star of Bethlehem»           | Артур Филлипс                                       | 3:09         |
| 7.                  | «Little Drummer Boy»                    | Кэтрин Дэвис, Генри Онорати, Гэрри Симеон           | 4:04         |
| 8.                  | «There’s a Light» (новый трек)          | Бет Нильсен Чапман                                  | 2:54         |
| 9.                  | «Cherry Tree Carol» (новый трек)        | народная; аранжировка Кейт и Анны Макгерригл        | 3:33         |
| 10.                 | «Golden Cradle» (дуэт с Нэнси Ахерн)    | народная; аранжировка Нэнси Ахерн                   | 2:08         |
| 11.                 | «Silent Night»                          | Йозеф Мор, Франц Грубер; аранжировка Брайана Ахерна | 3:36         |
| 12.                 | «Man Is an Island» (новый трек)         | Кейт, Анна и Джейн Макгерригл                       | 4:45         |
| 13.                 | «Light of the Stable»                   | Стивен Раймер, Элизабет Раймер                      | 2:31         |
| Общая длительность: | Общая длительность:                     | Общая длительность:                                 | 42:02        |

## Позиции в чартах
Еженедельные чарты
| Год  | Чарт                                 | Высшая позиция | Прим.  |
| ---- | ------------------------------------ | -------------- | ------ |
| 1980 | США, Billboard, Top LPs & Tape       | 102            | [ 47 ] |
| 1981 | США, Billboard, Top Country Albums   | 22             | [ 48 ] |
| 1981 | США, Cash Box, Country Top 75 Albums | 24             | [ 49 ] |
| 1981 | США, Record World, Country Albums    | 22             | [ 50 ] |

## Музыканты
В оригинальных треках
- Брайан Ахерн — акустическая гитара, гитара с жильными струнами, арктоп-гитара, перкуссия, шестиструнный бас
- Нэнси Ахерн — дуэтный вокал
- Майк Бауден — бас
- Брайан Бауэрс — автоарфа
- Тони Браун — клавинет
- Джеймс Бёртон — электрогитара
- Родни Кроуэлл — акустическая гитара, гитара в нэшвиллском строе
- Хэнк Девито — педал-стил
- Эмори Горди — бас
- Глен Хардин — фортепиано
- Эммилу Харрис — акустическая гитара
- Альберт Ли — мандолина
- Вилли Нельсон — вокальные гармонии
- Долли Партон — вокальные гармонии
- Фрэнк Рекард — электрогитара
- Линда Ронстадт — вокальные гармонии
- Рики Скэггс — банджо, мандолина, альт, акустическая гитара
- Джон Уэйр — ударные
- Шерил Уайт — вокальные гармонии
- Шэрон Уайт — вокальные гармонии
- Нил Янг — вокальные гармонии

В новых треках 2004 года
- Кейт Макгерригл — акустическая гитара, банджо, вокальные гармонии
- Анна Макгерригл — клавишные, аккордеон, вокальные гармонии
- Эммилу Харрис — акустическая гитара
- Брайан Ахерн — акустическая гитара, банджо, бас-гитара Earthwood
- Рики Скэггс — мандолина
- Глен Хардин — клавишные

## Техперсонал
В оригинальных треках
- Брайан Ахерн — продюсер, звукоинженер
- Донаван Коварт — звукоинженер
- Стюарт Тейлор — звукоинженер

Записано в студии Enactron Truck, сведено в Enactron Studio Two
В новых треках 2004 года
- Брайан Ахерн — продюсер, сведение
- Даг Бил — запись, сведение
- Джош Манси — ассистент

Записано и сведено в Easter Island Surround, Нэшвилл

## Полезные ссылки
- Переиздание Light of the Stable 2004 года (аудио-плейлист) на YouTube